# اینترلاکن
اینترلاکن (به لاتین: Interlaken) یک شهرک در سوئیس است که در کانتون برن واقع شده‌است.

## خواهرخوانده
شهرهای بروجرد، هوانگشان، سکاتزدیل، آریزونا، اتسو، شیگا، Třeboň و تسویتن خواهرخوانده‌های اینترلاکن هستند.